# Tullo Centurioni

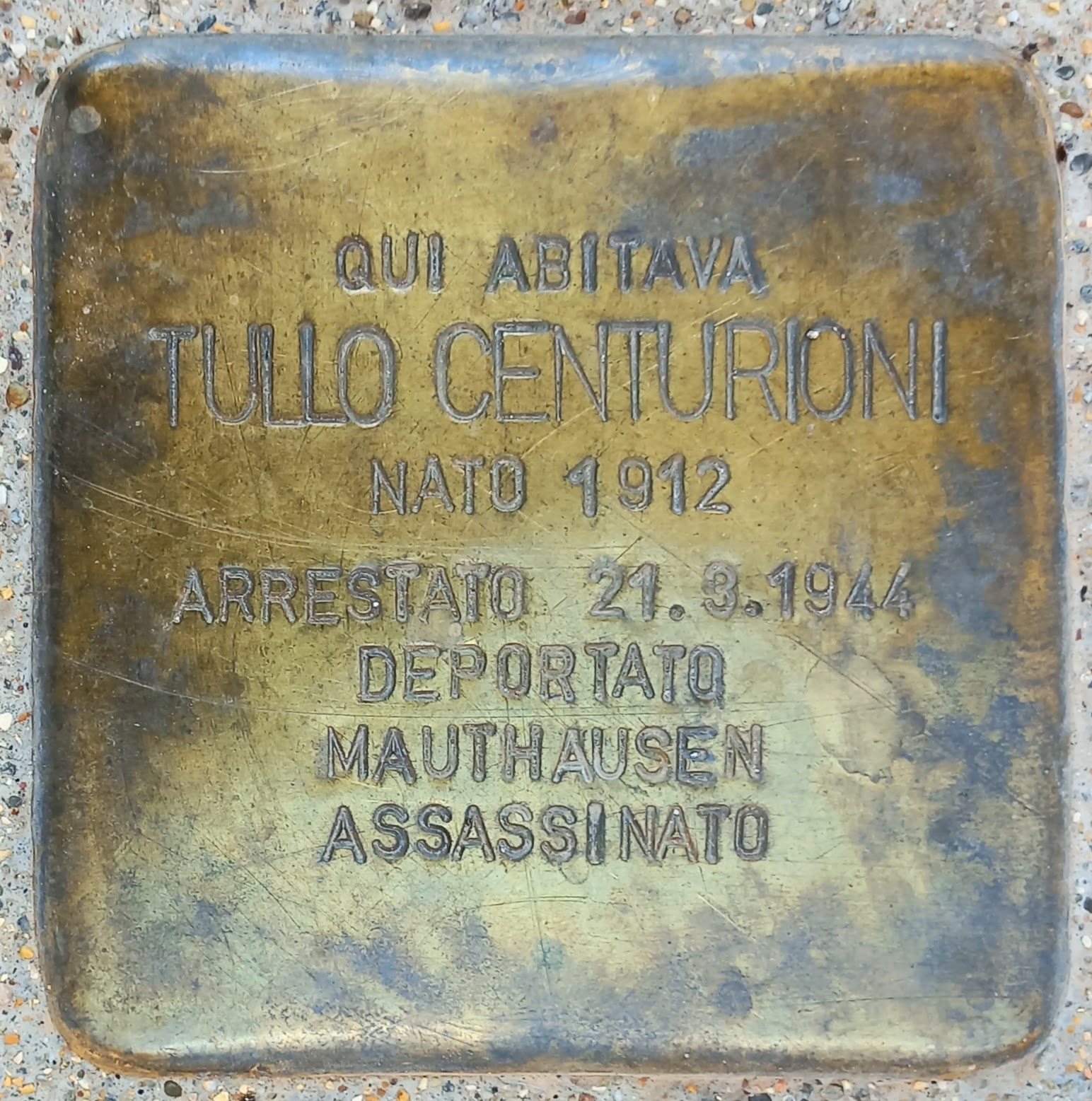
Stolperstein für Tullo Centurioni in Dolcè

Tullo Centurioni (geboren 9. April 1912 in Dolcè; gestorben vermutlich April oder Mai 1945 im KZ Mauthausen) war ein italienischer Finanzpolizist und NS-Opfer. Als Fluchthelfer an der Grenze zwischen Italien und der Schweiz half er vor allem Juden bei ihrer Flucht in die Schweiz. Sein letzter bekannter Aufenthaltsort war im April 1945 das KZ Mauthausen.

## Leben
Nach dem Besuch der Grundschule begann er in Dolcè eine Lehre als Schmied und folgte damit der Familientradition. Der Wehrdienst bot ihm die Möglichkeit, aus dem ihm vorgeschriebenen Lebensweg auszubrechen. So meldete er sich 1932 ein Jahr früher als nötig für den Dienst in der Armee. Nach zwei Jahren bei den Alpini wurde er im Oktober 1934 im Rang eines Sergeanten entlassen.
Nach Dolcè zurückgekehrt nahm er seine Tätigkeit als Schmied wieder auf, in der Hoffnung bald eine für ihn befriedigendere Anstellung zu finden. Enttäuscht darüber, dass er für den Abessinienfeldzug Mussolinis 1935 nicht eingezogen wurde, suchte er um die Aufnahme bei der Finanzwache an. Seinem Gesuch wurde im April 1936 stattgegeben.
Nach seiner Grundausbildung in Predazzo wurde er Anfang 1937 in die Lombardei versetzt. Es folgten Dienstzeiten in Ponte in Valtellina und Melegnano. In Melegnano lernte er seine spätere Frau, Rosa Caminada, kennen. Ab 1939 war er dem Finanzwachenkommando in Varese unterstellt. Seinen Dienst leistete er ab 1941 in Porto Ceresio am Luganer See an der italienisch-schweizerischen Grenze ab. Im gleichen Jahr heiratete er.
Nach dem 8. September 1943 wurde die Finanzwache nicht aufgelöst, auch wenn die Faschisten der Italienischen Sozialrepublik und ihre deutschen Verbündeten sehr an der Loyalität der bekannt monarchistisch eingestellten Finanzwache zweifelten. Lediglich ihr Name wurde den neuen Gegebenheiten angepasst und von Königliche in Republikanische Finanzwache (Guardia Repubblicana di Finanza) umgeändert.
Große Teile der Finanzwache von Porto Ceresio unterstützten im Untergrund Dissidenten, italienischen Soldaten, die nicht die Uniform des faschistischen Republikanischen Nationalheeres überstreifen wollten und Juden bei ihrer Flucht über den Luganer See in die Schweiz. Auch Tullo Centurioni half mehreren hundert Flüchtenden, vor allem Juden, auf ihrem Weg in die Schweiz. Die Untergrundaktivitäten blieben der deutschen Sicherheitspolizei allerdings nicht verborgen und die Deutschen begannen die Verdächtigen zu beschatten. Am 21. März 1944 wurde Tullo Centurioni im Dienst am Grenzübergang Porto Ceresio verhaftet. Er wurde zunächst in Varese inhaftiert und am 25. Mai 1944 nach Mailand in das San-Vittore-Gefängnis verlegt, in den Gefängnistrakt, der direkt der SS unterstand. Am 20. September 1944 wurde er in das Durchgangslager Bozen überführt. Auf Befehl des Befehlshabers der Sicherheitspolizei und des Sicherheitsdienstes von Verona wurde er am 20. November 1944 mit dem Transport Nr. 104 von Bozen in das KZ Mauthausen deportiert. Nach seiner Ankunft im Lager am 21. November 1944 wurde er mit der Häftlingsnummer 110230 registriert. Am 5. Dezember 1944 wurde er in das Außenlager Melk verlegt. Nach der Schließung des Außenlagers Melk am 15. April 1945 wurde er nach Mauthausen zurückverlegt. Danach verlieren sich seine Spuren. Nach einigen Quellen war er am Tag der Befreiung des Lagers durch die US-Armee am 5. Mai 1945 noch am Leben. Vermutlich war er durch die Haftbedingungen so geschwächt, dass er kurz danach starb. Offiziell wurde er am 16. Juli 1946 als vermisst erklärt.

## Ehrungen
2008 wurde er von Staatspräsident Giorgio Napolitano mit der zivilen Verdienstmedaille in Gold geehrt. In Porto Ceresio wurde 2010 ein Gedenkstein für ihn und seinen Kollegen Domenico Amato eingeweiht. 2011 wurde er in den Park der Gerechten unter den Völkern in Padua aufgenommen und 2013 wurde in Dolcè ein Platz nach ihm benannt. 2024 wurde vor seinem ehemaligen Wohnhaus in Dolcè ein Stolperstein für ihn verlegt.